# Hevesaranyos
Hevesaranyos es un pueblo ubicado en el distrito de Eger, en el condado de Heves, Hungría.

## Superficie
Posee una superficie de 17,02 kilómetros cuadrados.

## Demografía
Hasta 2019 la población era de 577 habitantes, con una densidad de población de 33,90 habitantes por kilómetro cuadrado.